# Tanella Boni
Œuvres principales
- Matins de couvre-feu

Compléments
- 2e Présidente de l'AECI (1991-1997)

Pour les articles homonymes, voir Boni.
Suzanne Tanella Boni, née en Côte d'Ivoire à Abidjan en 1954, est une écrivain (philosophe, poétesse, romancière, nouvelliste, essayiste, critique littéraire, critique d'art, autrice de livres pour enfants) et universitaire ivoirienne.

## Biographie

### Origines et enfance
Tanella Boni naît en 1954 à Abidjan, en Côte d'Ivoire. Elle a plusieurs sœurs.
Elle est mutique jusqu'à l'âge de 12 ans.

### Études
Tanella Boni effectue sa scolarité dans le nord de la Côte d'Ivoire, puis des études supérieures, à Toulouse et à Paris (Université Paris IV).
Elle soutient une première thèse sur « L’objet, le statut et la place de la théologie chez Platon et Aristote » en 1979 pour laquelle elle obtient un doctorat de troisième cycle en philosophie et une seconde sur « L’idée de vie chez Aristote » en 1987 grâce à laquelle elle obtient un doctorat d'État.

### Parcours professionnel
Elle est directrice du département de philosophie de l'Université de Cocody de 1982 à 1984, puis rédactrice en chef des Annales de Lettres de 1986 à 1993.
De 1991 à 1997, Tanella Boni enseigne la philosophie à l'Université de Cocody à Abidjan, comme maîtresse de conférences d'abord, par la suite comme professeur titulaire,. Parallèlement, elle est présidente de l'Association des écrivains de Côte d'Ivoire,, de 1991 à 1997, et responsable de l'organisation du Festival international de poésie d’Abidjan jusqu'en 2002. Elle est en résidence à la Maison des auteurs des Francophonies en 1992,, puis à l'Institut d'études avancées de Paris du 1er décembre 2010 au 30 juin 2011.
Elle est directrice de programme au Collège international de philosophie (Paris) de 1992 à 1998. De 2000 à 2002, elle est directrice de la francophonie au ministère ivoirien de la Culture.

### Autres fonctions
Elle est élue au comité directeur de la Fédération internationale des sociétés de philosophie en 2008, puis vice-présidente en août 2013. Elle est membre de l'Académie des sciences, des arts, des cultures d'Afrique et des diasporas africaines depuis mars 2016, où elle succède à l'historien et anthropologue Yaya Savané, décédé en 2014.

## Carrière
Durant sa carrière, Tanella Boni fut présidente de l'Association des Écrivains de Côte d'Ivoire de 1991 à 1997, elle s'est distinguée pour sa contribution à la littérature ivoirienne ainsi que pour son engagement en faveur du dialogue interculturel et de la tolérance.
Ambassadrice de la littérature africaine et des arts, Tanella Boni a œuvré pour promouvoir un renouveau africain fondé sur ces valeurs,. Son travail explore souvent des thèmes liés à l'identité, à la société et à la condition humaine en Afrique, tout en mettant en lumière les richesses culturelles et la diversité du continent.
Son influence s'étend également à travers ses nombreux écrits destinés aux enfants, contribuant ainsi à l'éducation et à la transmission des valeurs auprès des jeunes générations.
Au-delà de son rôle d'écrivaine et d'universitaire, Suzanne Tanella Boni incarne un modèle d'intellectuelle engagée, œuvrant pour un monde plus ouvert et compréhensif, où les différences culturelles sont célébrées et respectées.

## Distinctions
- 2005 : prix Ahmadou-Kourouma[8],[13] pour son roman Matins de couvre-feu.

- Juin 2009 : prix international de poésie Antonio Viccaro à l'occasion du 27e Marché de la poésie[19]

- 2017 : prix d'excellence pour la littérature remis par la présidence de la République ivoirienne[20]

- 2018 : médaille de bronze du prix Théophile-Gautier de l’Académie française pour le recueil de poèmes Là où il fait si clair en moi[21].

## Principaux thèmes dans ses œuvres
Ses poèmes et ses essais philosophiques portent notamment sur la manière dont les femmes et les hommes peuvent vivre « en humains » et conserver leur dignité face à la violence. Son ouvrage Que vivent les femmes d’Afrique ? s'intéresse à la place des femmes en Afrique, au féminisme et aux stratégies de résistance et de révolte féminines.
Les conflits et la violence au Rwanda et en Afrique ont inspiré deux de ses poèmes intitulés Le silence est venu à reculons et Où trouver le mot juste, publiés en 1997 dans le recueil Il n'y a pas de paroles heureuses.

## Œuvres

### Poésie
- 1984 : Labyrinthe, éditions Akpagnon  (ISBN 2-86427-023-4) [7].
- 1993 : Grains de sable, éditions Le Bruit des autres  (ISBN 978-2-909468-06-8) [7].
- 1997 : Il n’y a pas de parole heureuse, ill. Jacques Barthélémy, éditions Le Bruit des autres   (ISBN 2-909468-52-6)[7].
- 2002 : Chaque jour l’espérance, éditions L'Harmattan  (ISBN 2-7475-1803-5).
- 2004 : Ma peau est fenêtre d’avenir, éditions Rumeurs des âges   (ISBN 2-84327-098-7).
- 2004 : Gorée île baobab, éditions Le Bruit des autres  (ISBN 2-914461-40-2), éditions Écrits des forges  (ISBN 2-89046-815-1).
- 2009 : Le Rêve du dromadaire, illustré par Muriel Diallo, éditions Ruisseaux d'Afrique  (ISBN 978-99919-635-6-3).
- 2010 : Jusqu'au souvenir de ton visage, éditions Alfabarre  (ISBN 978-2-35759-014-4).
- 2011 : L’avenir a rendez-vous avec l’aube, éditions Ici et ailleurs  (ISBN 978-2-911412-92-9).
- 2014 : Toute d’étincelles vêtue, éditions Vents d’ailleurs  (ISBN 978-2-36413-048-7).
- 2017 : Là où il fait si clair en moi, éditions Bruno Doucey  (ISBN 978-2-36229-149-4).
- 2022 : Insoutenable frontière, éditions Bruno Doucey  (ISBN 978-2-36229-431-0).

### Romans
- 1990 : Une vie de crabe, Nouvelles Éditions africaines du Sénégal  (ISBN 2-7236-0437-3)[7]
- 1995 : Les Baigneurs du lac Rose : roman, Nouvelles éditions ivoiriennes  (ISBN 2-910190-80-3)
- 2005 : Matins de couvre-feu : roman, Le Serpent à plumes  (ISBN 2-268-05302-4) . Réédité en 2022 chez Nimba Editions pour les 20 ans du début de la rébellion[22],[23].
- 2006 : Les nègres n'iront jamais au paradis : roman, Le Serpent à plumes  (ISBN 2-268-05733-X)
- 2023 : Sans parole ni poignée de main, éditions Nimba  (ISBN 978-2-492-27853-2)[24]

### Essais
- 2008 : Que vivent les femmes d’Afrique ?, Éditions du Panama  (ISBN 978-2-7557-0142-5)
- 2010 : La Diversité du monde : réflexions sur l'écriture et les questions de notre temps, éditions L'Harmattan  (ISBN 978-2-296-10348-1)
- 2018 : Habiter selon Tanella Boni, éditions Muséo  (ISBN 978-2-37375-075-1)

### Livres pour la jeunesse
- 1991 : De l’autre côté du soleil, ill. Brigitte Desnault, Nouvelles Éditions africaines, EDICEF   (ISBN 2-850-69675-7)
- 1992 : La Fugue d'Ozone, ill. Sophie Mondésir, Nouvelles éditions africaines, EDICEF  (ISBN 2-850-69779-6)
- 2001 : L’Atelier des génies, ill. Dom Ka Corsi, Éditions Acoria  (ISBN 2-912525-35-7)
- 2009 : Myriam Makeba : une voix pour la liberté (biographie), Éditions À dos d'âne  (ISBN 978-2-9534339-3-7)
- 2016 : Wangari Maathai : celle qui guérit la Terre (biographie), Éditions À dos d'âne  (ISBN 978-2-919372-99-7)

### Scénarios
- 2012 : Le Révolté du cœur, réalisation Idriss Diabaté.

### Nouvelles
- 1998 : Peau de sel in Les Chaînes de l'esclavage, éditions Florent Massot
- 2002 : Le Paradis est toujours ailleurs in Nouvelles voix d'Afrique, Hoëbeke
- 2003 : Ici, il n'y a pas le feu in Dernières nouvelles de la Françafrique, Éditions Vents d'ailleurs
- 2006 : Le Petit Chien de Madame l'Œil in Dernières nouvelles du colonialisme, Éditions Vents d'ailleurs
- 2009 : L'Étrangère in Ancrage africain, Éditions Apic

### Fragments
- 2023 : Elle, parmi ses souvenirs, Abidjan, Éditions La Case des lucioles

### Document sonore
- Les Grands Témoins : Tanella Boni : Cycle 1 de l'université populaire du quai Branly : Conférence enregistrée au théâtre Claude Lévi-Strauss le 17 octobre 2009 (conférence de Tanella Boni, avec Catherine Clément), Musée du quai Branly, Paris, 2009, 106 min (CD)